# Меланија Римљанка
Света Меланија је хришћанска светитељка.
Рођена је у Риму од родитеља благочестивих и врло богатих. Присиљена од родитеља ступила је у брак с неким знаменитим младићем Апинијаном. Родивши друго дете она се тешко разболи, и рече мужу своме, да ће оздравити само тако, ако се он закуне пред Богом, да ће убудуће с њом живети као брат са сестром. Муж се закле, и Меланија од духовне радости и телесно оздрави. Пошто би Богу угодно, да им узме обоје деце, то се они реше, да распродаду сва своја имања и расточе на убоге, на цркве и манастире.
Путовали су по многим земљама и градовима свуда чинећи добра дела од свог богатства. Посетили су знамените духовнике у горњем и доњем Мисиру, и од њих се много научили и надахнули. За све то време Меланија се подвизавала у строгом посту, срдачној молитви и читању Светог писма. Имала је обичај, да сваке године три пут прочита цело Свето писмо, Стари и Нови завет. Са својим мужем живела је као са својим братом и саподвижником.
Дошавши у Александрију, приме благослов од Светог Кирила, патријарха. Потом оду у Јерусалим, и настане се на Гори Јелеонској. Ту се Меланија затвори и сва предаде богомислију, посту и молитви. И проживе тако четрнаест година. Потом изађе да послужи другима ка спасењу. Основа мушки и женски манастир. На позив свога рођака, сенатора Волусијана, незнабошца, оде у Цариград, и обрати овога у веру Христову (што не могаше учинити нисам блажени Августин). Потом се опет врати на Гору Јелеонску, где се и представи Богу 439. године у педесет седмој години свога живота.
Српска православна црква слави је 31. децембра по црквеном, а 13. јануара по грегоријанском календару. У Зрењанину постоји манастир Свете Меланије који је њој посвећен.